# Konståkning vid olympiska vinterspelen 1928
Vid olympiska vinterspelen 1928 hölls tre tävlingar i konståkning. Tävlingarna hölls från torsdagen den 14 till söndagen den 19 februari 1928.

## Medaljsummering
| Gren                       | Guld                                | Silver                             | Brons                                  |
| Singel herrar Huvudartikel | Gillis Grafström Sverige            | Willy Böckl Österrike              | Robert Van Zeebroeck Belgien           |
| Singel damer Huvudartikel  | Sonja Henie Norge                   | Fritzi Burger Österrike            | Beatrix Loughran USA                   |
| Par Huvudartikel           | Frankrike Andrée Joly Pierre Brunet | Österrike Lilly Scholz Otto Kaiser | Österrike Melitta Brunner Ludwig Wrede |

## Deltagare

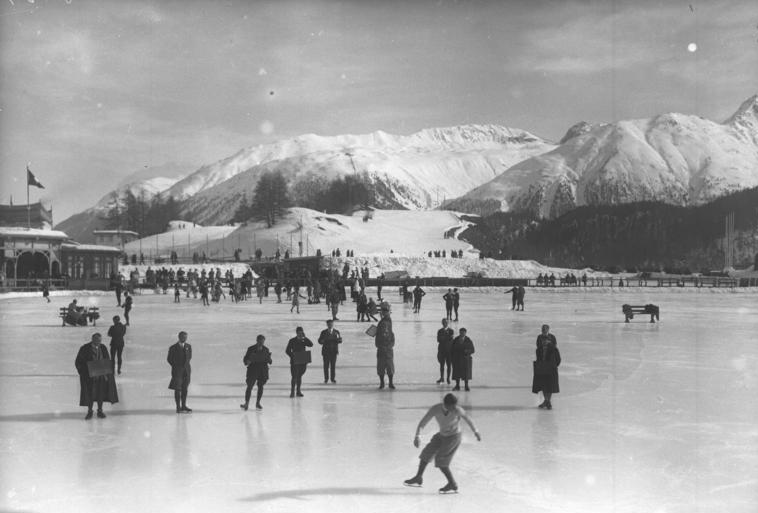
Gillis Grafström

Totalt 51 åkare (23 herrar och 28 damer) från elva nationer deltog:
- Österrike (9) (herrar:4 damer:5)
- Belgien (2) (herrar:1 damer:1)
- Kanada (5) (herrar:2 damer:3)
- Tjeckoslovakien (3) (herrar:2 damer:1)
- Finland (3) (herrar:2 damer:1)
- Frankrike (3) (herrar:1 damer:2)
- Tyskland (8) (herrar:3 damer:5)
- Storbritannien (5) (herrar:3 damer:2)
- Norge (4) (herrar:0 damer:4)
- Sverige (1) (herrar:1 damer:0)
- Schweiz (2) (herrar:1 damer:1)
- USA (6) (herrar:3 damer:3)

## Medaljtabell
Österrike var det enda land som vann mer än en medalj, men ingen guldmedalj.
| Pl.    | Nation    | Guld | Silver | Brons | Totalt |
| ------ | --------- | ---- | ------ | ----- | ------ |
| 1      | Sverige   | 1    | 0      | 0     | 1      |
| 1      | Norge     | 1    | 0      | 0     | 1      |
| 1      | Frankrike | 1    | 0      | 0     | 1      |
| 4      | Österrike | 0    | 3      | 1     | 4      |
| 5      | Belgien   | 0    | 0      | 1     | 1      |
| 5      | USA       | 0    | 0      | 1     | 1      |
|        |           |      |        |       |        |
| Totalt | Totalt    | 3    | 3      | 3     | 9      |